# Kantonsspital Nidwalden

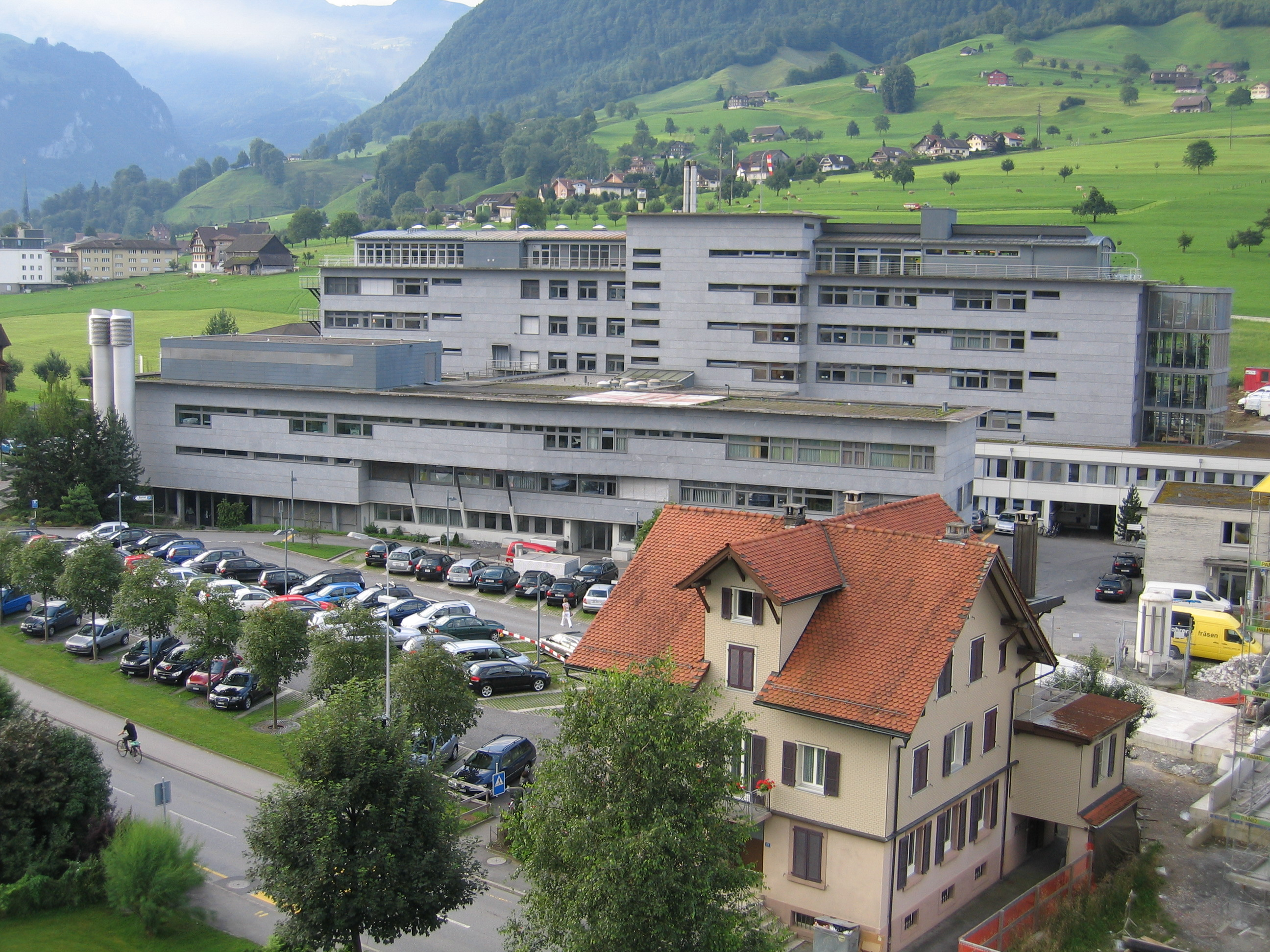
Nordfassade

Das Kantonsspital Nidwalden (KSNW) in Stans ist das Akutspital des Kantons Nidwalden. Es ist eine Anstalt des öffentlichen Rechts und stellt die erweiterte medizinische Grundversorgung von Nidwalden und Engelberg sicher.

## Abteilungen
Das Spital gliedert sich in Kliniken und Kompetenzzentren. Die Kliniken umfassen die Abteilungen für Medizin, Chirurgie, Orthopädie sowie Gynäkologie und Geburtshilfe. Zu den Kompetenzzentren zählen die Anästhesie und Schmerztherapie, die Ernährungs- und Diabetesberatung, das Labor, die Notfallabteilung, die Abteilung für Physiotherapie, die Radiologie, der Rettungsdienst, die Tagesklinik, der Sozialdienst sowie die Kliniksseelsorge. Urologische und ORL-Patienten werden durch Belegärzte behandelt. Eine Praxis für Kardiologie befindet sich im Spitalgebäude. Das Haus verfügt über ein CT und seit April 2011 auch über ein MRT.

## Zahlen und Fakten
Die Bettenzahl liegt bei 90. Jährlich betreuen die 424 Mitarbeiter rund 14'660 Patienten, davon 4'074 stationär (Stand 31. Dezember 2010, Zahlen ohne Neugeborene). Das Kantonsspital Nidwalden liegt auf Rang 55 der 100 grössten Arbeitgeber der Zentralschweiz.

## Geschichte
Das erste Kantonsspital in Stans stand früher in der Nägeligasse und wurde 1866 erbaut. Das Gebäude beherbergt heute eine Seniorenresidenz. Am jetzigen Standort wurde das Spital 1964 errichtet und in den Jahren 1995/96 saniert und erweitert.

## Zukünftige Entwicklung
Am 22. September 2009 wurde eine Absichtserklärung der Nidwaldner und Luzerner Regierung für eine gemeinsame Spitallandschaft verabschiedet. Das LUNIS genannte Projekt (LUzerner-Nidwaldner-Spitalregion) sieht vor, dass 2010 das Konzept für eine gemeinsame Zusammenarbeit erarbeitet und bis 2012 die Betriebsführung des KSNW durch das Luzerner Kantonsspital geprüft wird. Eine Kooperation mit dem Kantonsspital Obwalden besteht schon seit längerer Zeit.